# 1967年熊本県議会議員選挙
1967年熊本県会議員選挙（1967ねんくまもとけんかいぎいんせんきょ）は、熊本県の議決機関である熊本県議会を構成する議員を全面改選するために行われる選挙で、第6回統一地方選挙の前半戦投票日である4月15日に投票が行われた。

## 概要
熊本県議会議員の任期（4年）が満了したことによる選挙である。国勢調査の結果に基づき定数に係る条例が改正され、熊本市で定数が1増、阿蘇郡と天草郡上島で定数が各1減となり、県全体では定数1減の57議席となった。
24選挙区57議席に対しはじめ99名が立候補したが、山鹿市と宇土郡、葦北郡の3選挙区では定数と同じ候補者しか立候補せず3名が無投票当選となり、残る21選挙区96名によって選挙戦が行われた。

## 基礎データ
- 選挙事由：任期満了
- 告示日：1967年3月31日
- 投票日：1967年4月15日
- 議員定数：57名
- 選挙区：24選挙区
- 候補者数：99名

## 選挙結果
|                    | 自由民主党         | 30                 | 1                  | 12                 | 39                 | 43                 | 499,489   | 66.13%  |
|                    | 日本社会党         | 7                  | 0                  | 0                  | 9                  | 7                  | 80,781    | 10.70%  |
|                    | 公明党             | 1                  | 0                  | 1                  | 1                  | 2                  | 20,691    | 2.74%   |
|                    | 日本共産党         | 0                  | 0                  | 0                  | 0                  | 0                  | 9,240     | 1.22%   |
|                    | 無所属             | 0                  | 1                  | 4                  | 2                  | 5                  | 145,115   | 19.21%  |
| 合計               | 合計               | 38                 | 2                  | 17                 | 51                 | 57                 | 755,316   | 100.00% |
| 投票者数（投票率） | 投票者数（投票率） | 投票者数（投票率） | 投票者数（投票率） | 投票者数（投票率） | 投票者数（投票率） | 投票者数（投票率） | 764,683   | 75.35%  |
| 有権者数           | 有権者数           | 有権者数           | 有権者数           | 有権者数           | 有権者数           | 有権者数           | 1,014,775 | 100.00% |

出典：『熊本県の選挙50年の歩み』